# (38684) Velehrad
(38684) Velehrad ist ein Asteroid des äußeren Hauptgürtels, der am 25. August 2000 vom tschechischen Astronomen Petr Pravec und seinem slowakischen Kollegen Peter Kušnirák an der Sternwarte Ondřejov (IAU-Code 557) auf dem Berg Manda in Ondřejov entdeckt wurde.
Der Asteroid ist Mitglied der Schubart-Familie, einer wahrscheinlich vor 1,7 (± 0,7) Milliarden Jahren durch Kollision entstandenen Gruppe von Asteroiden, die sich in einer Bahnresonanz von 3:2 mit dem Planeten Jupiter um die Sonne bewegt. Namensgeber dieser Gruppe ist der Asteroid (1911) Schubart.
(38684) Velehrad wurde am 10. November 2003 nach der tschechischen Gemeinde Velehrad benannt, die einer der bedeutendsten Wallfahrtsorte des Landes ist und deren 1228 geweihte Klosterbasilika 1985 durch Papst Johannes Paul II. die Goldene Rose erhielt.